# Sezon (singel)
Sezon – singel polskiego piosenkarza Smolastego i producenta muzycznego Tribbsa z albumu studyjnego, zatytułowanego Almost Goat. Singel został wydany 9 sierpnia 2022.

## Geneza utworu i historia wydania
Utwór napisali i skomponowali Mikołaj Trybulec i Norbert Smoliński.
Singel ukazał się w formacie digital download 9 sierpnia 2022 w Polsce za pośrednictwem wytwórni płytowej Warner Music Poland. Kompozycja została umieszczona na czwartym albumie studyjnym Smolastego – Almost Goat.

## Teledysk
Do utworu powstał teledysk, który udostępniono w dniu premiery singla za pośrednictwem serwisu YouTube.

## Lista utworów
- Digital download[5]

1. „Sezon” – 2:12

## Certyfikaty i sprzedaż
| Kraj          | Certyfikat         | Sprzedaż |
| ------------- | ------------------ | -------- |
| Polska (ZPAV) | 3x platynowa płyta | 150 000+ |